# Gabriele Hirschbichler
Gabriele Renate Hirschbichler (Traunstein, 26 de diciembre de 1983) es una deportista alemana que compitió en patinaje de velocidad sobre hielo.
Ganó una medalla de bronce en el Campeonato Europeo de Patinaje de Velocidad sobre Hielo en Distancia Individual de 2018, en la prueba de persecución por equipos. Participó en dos Juegos Olímpicos de Invierno, en los años 2014 y 2018, ocupando el sexto lugar en Pyeongchang 2018, en la misma prueba.

## Palmarés internacional
| Campeonato Europeo en Distancia Individual | Campeonato Europeo en Distancia Individual | Campeonato Europeo en Distancia Individual | Campeonato Europeo en Distancia Individual |
| Año                                        | Lugar                                      | Medalla                                    | Prueba                                     |
| ------------------------------------------ | ------------------------------------------ | ------------------------------------------ | ------------------------------------------ |
| 2018                                       | Kolomna (Rusia)                            | Medalla de bronce                          | Persecución por equipos                    |